# 草原雪莲
草原雪莲（学名：Saussurea pratensis）是菊科风毛菊属的植物，为中国的特有植物。分布在中国大陆的云南等地，生长于海拔2,000米至3,100米的地区，见于山坡草地及开阔草地，目前尚未由人工引种栽培。